# デジレ・クラリー
デジレ・クラリー（フランス語: Désirée Clary, 1777年11月8日 - 1860年12月17日）、スウェーデン語名はデジデリア・アヴ・スヴェーリエ（Desideria av Sverige）は、ベルナドッテ王朝の始祖であるスウェーデン＝ノルウェー連合王国国王カール14世ヨハンの王妃で、次代の国王オスカル1世の母。一時ナポレオン・ボナパルトの婚約者であったことでも知られる。

## 生涯

### 生い立ち
1777年11月8日、デジレはフランスのマルセイユにて裕福な絹商人のフランソワ・クラリーとその2度目の妻フランソワーズとの間に末娘として生まれた。デジレは生涯にわたって実の家族と密着であり続けた。とりわけ一番歳の近い姉のジュリーに向けては、誰よりも強い愛情を持ち続けたと言われる。
子供時代の彼女は、修道院にて学校教育を受けていたが、革命の勃発により中断させられた。
革命前、彼女が11歳だった頃、マルセイユの実家にて将来の夫となるジャン＝バティスト・ベルナドットと出会ったと伝えられる。ある日、一人の兵士が彼女の家に宿営させてもらえないか尋ねて来たが、彼女の父は兵士が立てる騒音を嫌って断った。後年デジレは「この時送り返された兵士は、後に私の夫となり、そして国王になるベルナドットだった」と回顧している。

### ボナパルト家との出会い

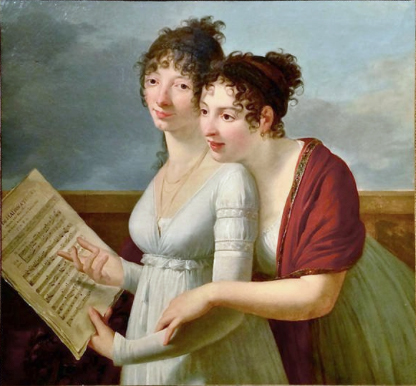
ジュリー（左）とデジレ（右）

1794年に父フランソワが死去した後、兄エティエンヌがクラリー家の家長となるが、革命前に彼の父が貴族に列してもらえるよう働きかけを行っていた事を理由として、革命政府当局に逮捕された。通説では、兄の釈放嘆願に兄嫁と共にマルセイユの公安委員の事務所へ赴いたところ、控えの間で待たされている際に眠りに落ち兄嫁に置いて行かれた。そこでコルシカから家族と共にマルセイユに移住していたジョゼフ・ボナパルトと出会い、家に送り届けてもらった縁でクラリー家とボナパルト家は交流を持つようになったとされる。一説によると、当初はデジレとジョセフが婚約していたが、ナポレオンの提案で彼がデジレと、ジョセフが姉のジュリーと縁組みされたという。ジョセフとジュリーの結婚の後、1795年4月にナポレオンとデジレは婚約したというが、実際のところ双方の家で真剣に受け止められなかった。デジレの兄が一家にボナパルトは一人で十分と言った話はかねてから知られているが、ナポレオンの方も本腰を入れてはいなかった。理由として、既にトゥーロン攻囲戦で名を上げた、上昇志向にあふれたこの若き指揮官は常により良いチャンスをうかがっており、また兄のジョセフとの仲は家長の座を巡って流動的であった為、その兄とあえて相婿になる意思はなかったと考えられている。ナポレオンにとって彼女との婚約はあくまでもオプションの一つであり、事実、わずか5ヶ月後の9月に彼はジョゼフィーヌ・ド・ボアルネと出会って婚約を破棄し、翌年彼女と結婚をした。婚約を破棄されたデジレは感傷的な文面の手紙を彼に送っているが、彼女の方も6月に姉夫婦とマルセイユからジェノヴァに移ってからは稀にしかナポレオンに手紙を送っていなかった。
1797年、ジョセフが教皇領の大使に任命されたことで、デジレも姉夫婦と共にローマに移り住む。そこで、ナポレオンの介在のもと、デュフォー将軍との縁談がまとまりかけたが、彼がローマにて反乱分子によって殺害されたため、破談となった。

### ベルナドット夫人

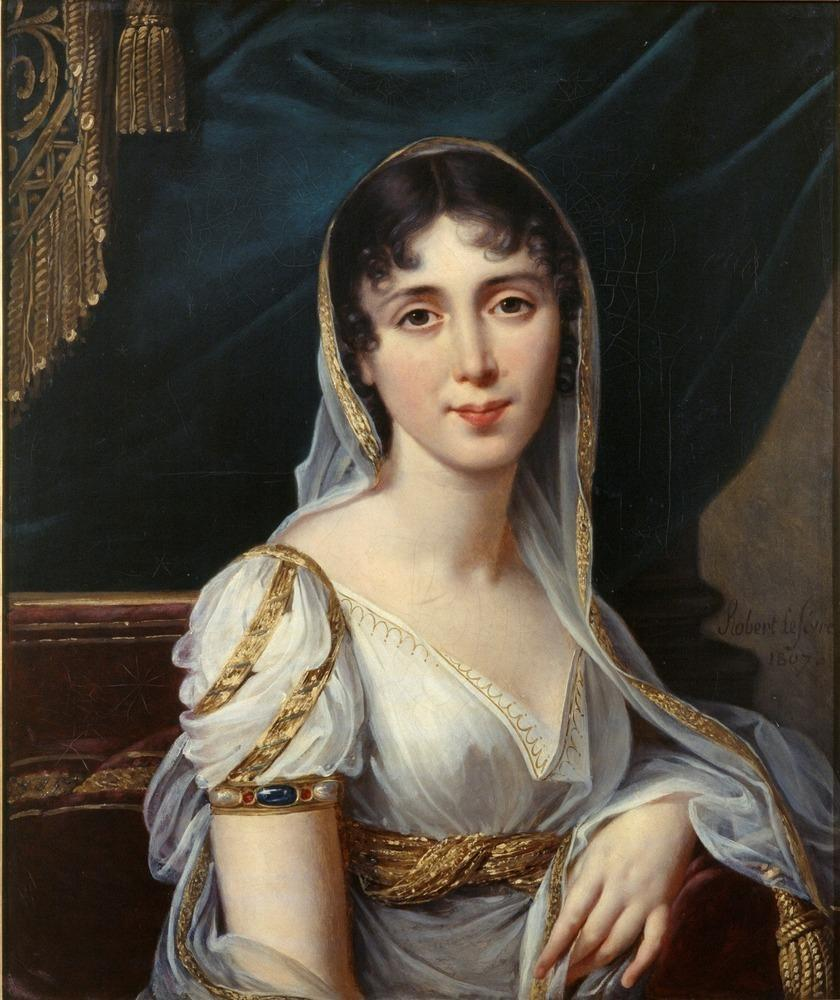
デジレ・クラリー

フランスに帰国後、姉夫婦と共にパリに居住した。彼女はボナパルト家の集まりの中で暮らしており、彼らはナポレオンの妻となったジョゼフィーヌに対し悪感情を抱いていた。デジレも当初は良い感情を持っておらず、一説ではジョゼフィーヌの事を「年老いた高級娼婦のような評判の悪い女性」と口にしたと伝えられるが、その他のボナパルト家の面々と違い、あからさまな敵意を見せる事はなかった。また、彼女の娘のオルタンスとは仲が良かったという。
1798年、デジレは義兄ジョセフの縁で、ジャン＝バティスト・ベルナドットと出会う。彼もまた革命戦争で名をあげた将軍にして政治家だった。デジレとベルナドットは同年8月に結婚をした。ジョセフはエジプト出征中のナポレオンに手紙で二人の結婚について伝えている。結婚当初の二人の様子についてローラ・ジュノーは、デジレはベルナドットが家に居ないと言っては泣き、居る場合でもまた出かけてしまうと言って泣いてばかりいたと回顧録で描写している。一方その妻からの愛情を受ける夫については、「ロマンスのヒーローめいた要素を微塵も持ち合わせていないこの哀れなベアルン人は、彼女の態度に戸惑っていた」と述べている。翌年7月、デジレは二人の間の唯一の子供となる息子オスカルを出産する。オスカルの名付け親はナポレオンだとの通説があるが、オスカルが生まれた時ナポレオンはまだ出征中であり、実際の名付け親はオスカルの後見役を務めたジョセフではないかと推測されている。
ナポレオンが権力を掌握する契機となるブリュメールの政変時、ボナパルト家の面々はベルナドットをナポレオン陣営に組み込もうと、デジレを利用してその夫に影響力を及ぼそうとした。後年ナポレオンは、デジレについて、本人は無自覚なままスパイを務めていたと述べている。ベルナドットはそれに気づいており、妻の前では自身の計画について口に出す事はなかった。後年、ベルナドットは家族のつながりが政変中の彼の行動を消極的にしたと述べている。クーデター時、デジレは少年の扮装をして夫と共に郊外の部下の家に避難した。彼女はジュリーと絶えず連絡を取り合っており、その後ジョセフの仲裁を得てパリに帰還した。
デジレは政治に関心は無かったが、双方につながりを持つ事から、夫とナポレオンとの間の政治的駆け引きの傀儡となった。1802年、ナポレオンに対する謀議が発覚し、ベルナドットに疑念を抱いたナポレオンはデジレを尋問する。デジレは夫は無関係だと告げたが、彼女は彼が家でモローと会っていることを知っており、寝言でモローの名前や謀議について口にするのを聞いていたという。その後ナポレオンはベルナドットをルイジアナ総督に任命して追い出しを図る。夫妻は出発の準備をしていたが、最終的に任命は取り消された。

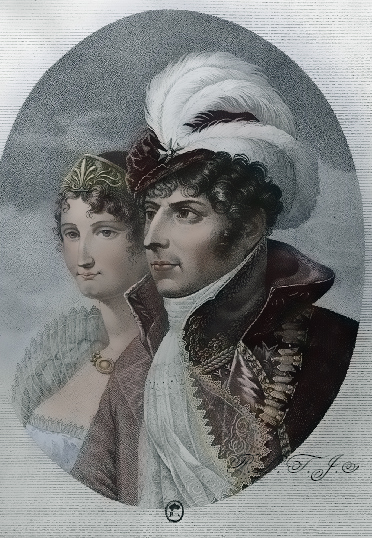
ベルナドットとデジレ

1804年、ベルナドットが元帥に任命されると共にその妻のデジレも元帥夫人として相応の扱いを受けるようになった。しかし、デジレは姉のジュリー同様に、社会的地位に頓着しなかったとされる。ナポレオンはデジレにパリのアンジュー通りの居館に住むことを許可した。同年12月のナポレオンの戴冠式では、皇后ジョゼフィーヌのハンカチとヴェールを捧げ持つ役を務めた。
元帥となったベルナドットは任務でほとんど国外におり、彼はパリの妻に教養や芸事、作法を身につけ上流の集まりに顔を出す事を望んだ。デジレはボナパルト一族とは良好な関係にあったが、夫の言いつけに従って、ナポレオンの宮廷に出仕することも、参加することもなかった。また、彼女は遠方の夫にパリの政治的状況について手紙で知らせていた。家族以外ではスタール夫人、レカミエ夫人らと交流があった。彼女達は夫にとっても政論を交わす仲間であった。この頃の彼女は、可愛らしく、朗らかで、ダンスが上手との評判を得ていたが、社会的には無名の存在だった。またこの時期一家の友人であり、夫がエスコート役として付けたコルシカ人のシャッペとの親密な様子が人の噂に上ったことで、夫から行動を自重するよう手紙を受け取っている。
ベルナドットがハノーファー総督とハンザ都市総督を務めていた時に彼を訪ねて行ったが、いずれの場合も長く滞在しなかった。彼女は実の家族がいるパリを離れるのを好まず、夫がポンテ・コルヴォ公に叙爵された際も、爵位は名目だけで、同地に行く必要がないと知って安心した。1807年には傷病を負った夫の看病のため、シュパンダウとマルボルクに赴いている。
1810年8月、夫のベルナドットがスウェーデン議会によって同国の王位継承者に選ばれる。夫がカール・ヨハンとしてスウェーデン王太子となるに伴い、デジレも王太子妃になった。地位の向上に伴い宮廷にて厚遇を受けるようになったのは喜んだが、王太子妃の称号はポンテ・コルヴォ公妃と同様に名目だけの称号と思っており、スウェーデンに行かねばならないと知った時、フランス以外の国について無知である彼女は大いに躊躇した。彼女は9月30日にパリを出立した夫には同行せず、彼のスウェーデン到着とその反応の知らせを待ってから息子オスカルと共にスウェーデンに向けて出発した。

### 王太子妃

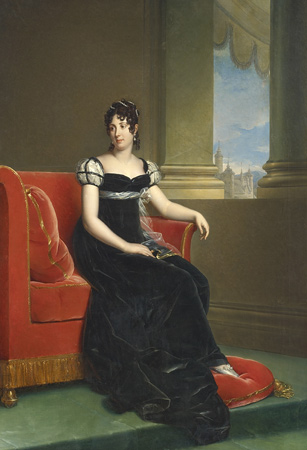
スウェーデン宮廷のドレスを着たデジレ

1810年12月22日、デジレは息子のオスカルと共にスウェーデンに到着する。翌年1月6日、ストックホルムの王宮にて、王族たちと引き合わされた。彼女は冬季に旅をしたことで疲弊しており、また一段と厳しいスウェーデンの気候に衝撃を受けた。王位継承者である夫と息子はプロテスタントである必要があったが、彼女には改宗義務はなかったのでカトリック教徒であり続けた。デジレは王太子妃として求められる宮廷の作法や典礼に馴染めなかった。スウェーデン国王カール13世の王妃ヘートヴィヒ・エリーザベトは日記にて、デジレは心根がよく、おおらかで、朗らかな性格をしているとしながらも、未熟な甘やかされた子供で、フランス式でないあらゆる事に文句を言っているため、周囲に好かれていないと描写している。
同年夏、公的には健康上の理由で、デジレは単身スウェーデンからパリに戻った。パリでは、ゴットランド伯爵夫人の変名で暮らした。戻ってきたデジレを、当初ナポレオンはスパイではないかと警戒し入国をなかなか許可しなかったが、彼女を通じて夫のカール・ヨハンと連絡を図ることにした。ただし、彼女のパリの居館は常に秘密警察によって見張られており、夫との手紙も彼らによって妨害された。デジレはしばしばタレーランやフーシェと接触しており、1812年にフランスとスウェーデンの関係が悪化していくと、デジレはフランスの外務大臣のマレを通じてナポレオンと夫との調停を図ろうとした。夫のカール・ヨハンも、彼女をパリに置く事で外交調整を行うと共に、ヨーロッパ政治中枢の情報を入手した。ただし彼らの間の手紙は失われており、それがどれほど政治的に重要な物だったかは不明である。カール・ヨハンがイェーボでアレクサンドル1世と会談をした際に、ロシア皇帝から妹との結婚を勧められたが、彼は断っている。
ロシア遠征に向かうにあたり、ナポレオンはデジレに国外退去するよう命じたが、彼女は上手いことそれを回避した。1813年、スウェーデンとフランスが宣戦布告すると、彼女は人目を避ける為にジェローム・ボナパルトの妻カタリーナ・フォン・ヴュルテンベルクと共に、姉ジュリーの田舎の居館へと身を移した。パリには同年の大晦日に帰還する。ナポレオンが敗北した後、3月31日にロシア軍がパリに入城した際には、ジュリーを自邸に匿った。またデジレはまだパリに到着していない夫に宛てて、「貴方がロシア皇帝よりも先にパリ入城ができなくて極めて残念です。それができていれば貴方の為にも、貴方を支持する人々の為にも、よい影響がもたらされたと思います」と書いて送った。その後パリで夫と再会するが、共にスウェーデンに戻らなかった。スウェーデンのガルディエ伯爵にその理由を尋ねられた際、もしスウェーデンに戻ったら離婚する事にならないか心配していると答えた。
翌年の百日天下の後、ボナパルト一族は国外追放処分を受ける。パリに残ったデジレにとって最大の関心事は最愛の姉ジュリーの身柄の安全だった。彼女はルイ18世の宮廷に頻繁に顔を出し、ジュリーをパリに戻してもらえるよう嘆願した。時には姪の夫にあたるスーシェ元帥と一緒に国王に働きかけた。1816年、ジュリーと共にスウェーデンに渡ろうとしたが、夫のカール・ヨハンは国際社会の警戒心を招きかねないとして許可せず、ジュリーの身柄はフランクフルトに移された。この時期デジレは、旧友のスタール夫人やレカミエ夫人と頻繁に時間を過ごしている。

### 王妃

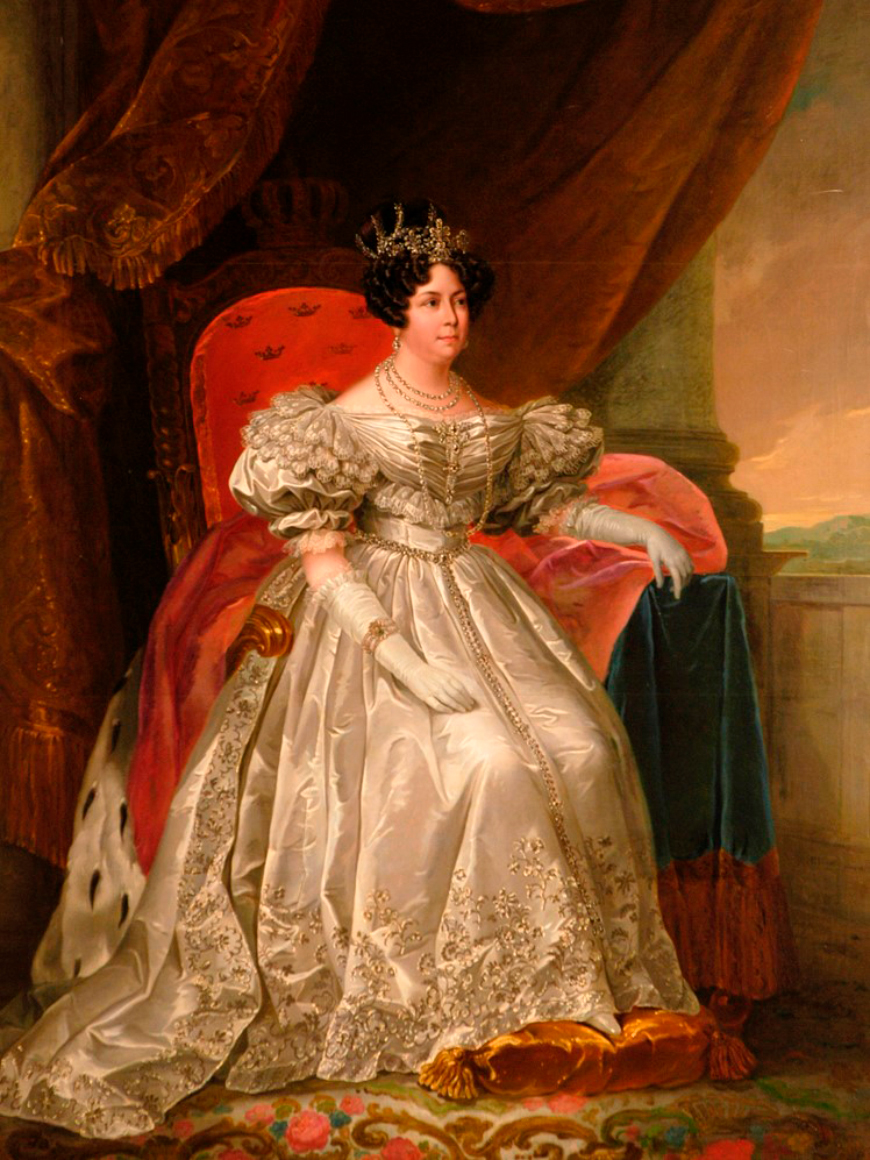
盛装の王妃

1818年、夫がカール14世ヨハンとしてスウェーデン＝ノルウェー連合王国の王位につく。しかし、デジレは引き続き変名でパリに滞在し続けたので、世人から様々な憶測を引き起こした。呼称は伯爵夫人のままだが、定期的にルイ18世の宮廷に招かれ、またスウェーデン大使館とも連絡を取り合い、しばしばスウェーデンからの使節と応接した。彼女のパリの居館は同国政府の拠点となる。
この時期、デジレは首相のリシュリュー公を熱烈に追いかけ回して人々の耳目を集めている。一説によると、彼女からのあまりに頻繁なジュリーの帰国許可要望に音を上げたルイ18世が、それを体良くかわす目的でリシュリュー公を彼女に引き合わせたところ、熱を上げたという。またローラ・ジュノーによれば、デジレはリシュリュー公にあえて話しかけようとも、近づこうともしなかったが、ひたすら後をつけ回し、連絡を試みたという。どうであれ、リシュリュー公は終始冷淡で彼女を「ご夫君によって私の背後につけられた小さなスウェーデンの警吏」と呼んでいる。彼女のこの行動は公が死去する1822年まで続いた。
1822年、花嫁探しで欧州を歴訪していた息子オスカルと再会する。翌1823年6月13日、王太子妃となるジョゼフィーヌ（ロイヒテンベルク公ウジェーヌ・ド・ボアルネの長女）と共にストックホルムに到着し夫と再会した。12年前と違い、今回の再訪は彼女にとって喜ばしいもので「国、私の夫、私の息子—全てが私にとって完璧よ」と感動した手紙を姪宛に送っている。当初は一時的な訪問のつもりだったが、デジレは残りの人生をスウェーデンで過ごすことになる。

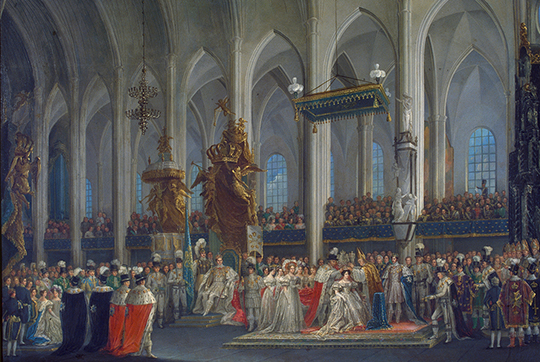
デジデリアの戴冠式（１８２９年）

1829年8月21日、デジレはスウェーデン王妃として戴冠する。戴冠にあたって、王妃の公称は威儀を込めてラテン式の「デジデリア」とした。戴冠式は彼女がカトリックなために宗教的な課題をはらみ、夫のカール・ヨハンは慎重だったが、彼女は「そうしないと正式な王妃と見なされない」と強いて実行させた。離婚の予防がその理由だったのではと推測されている。　一方ノルウェーでは、宗教上の制約で戴冠式は行われなかった。
多忙を極める夫とはすれ違い気味だったが仲は良かった。生活習慣の違いから、王宮内の居住スペースも別々だったが、日に2度は顔を合わせるようしていたという。彼女の振る舞いは王族としては型破り且つざっくばらんで、廷臣たちをしばしば仰天させた。ナイトガウン姿のままで夫の自室を訪問し、閣議の最中の夫を慌てさせることもあった。反面、彼女が国政に介入しない姿勢は賞賛された。また宮中にて彼女は直情径行な夫を「ベルナドット！」の一言で宥められる人物として知られていた。ある逸話では、頭に血が上ったカール・ヨハンが誰それを処罰すると言い出した時、いつもデジレはテーブルを扇で叩いて、「あら、素敵な物言いね。でもあなた子猫の首を絞める度胸もないじゃないの」と言って、場を和ませたという。他方、宮中行事にて格式張った王妃の役を務めるのは嫌った。彼女の行動は突拍子がなく、頻繁に定時より遅れて現れたり、来客を長く待たせたりして、夫を苛立たせることがあった。また昼夜が逆転した生活や、寝る前に「馬車の散歩」と称して王宮の周囲を回る習慣があった。その奇抜な行動に振り回される侍女達からは、「大惨事夫人」とあだ名されたという。やがて王族の身分に飽きてフランスに戻りたいと言い出し、またイタリアにいる姉ジュリーを訪ねたがったが、彼女が二度とスウェーデンに戻ってこないことを危惧したカール・ヨハンは許可しなかった。彼は、王室が和合している姿を国民に模範として示すのが責務と考えていた。
義理の娘のジョゼフィーヌとの関係も良好だった。二人ともカトリックだったが、デジレの方は信仰心が薄かった。信心深い義理の娘に付き合ってミサに出席することはあったが、告解を勧められても、告解すべき罪は無いと言い張ったという。

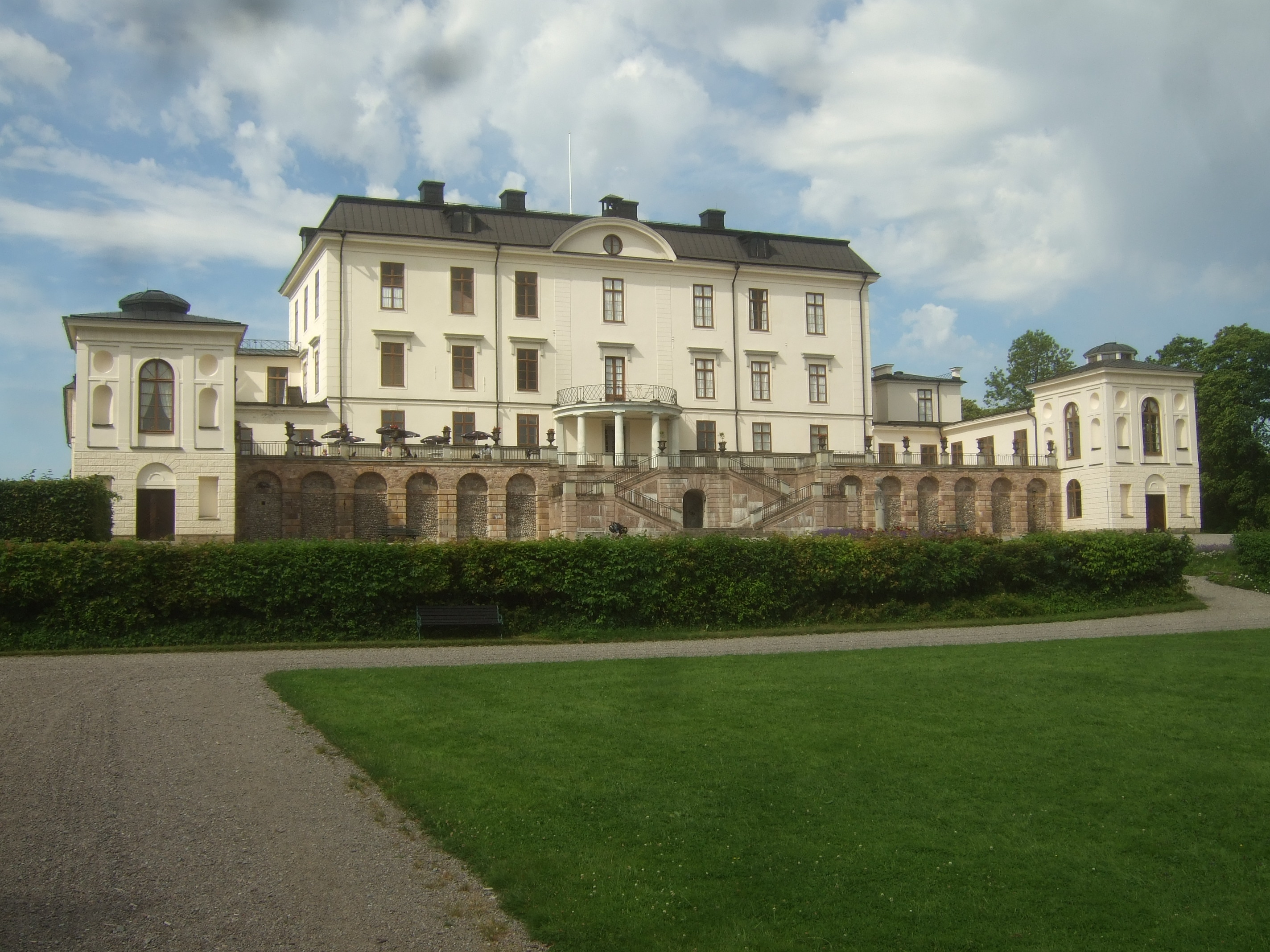
ローセシュバーリ宮殿

貴族階級が多くを占める宮中では、デジレは商人の娘という出自と共和主義者だった過去から、大きな人気を博すことはなかったが、雇われる者たちには人気だった。堅苦しい宮中行事は嫌ったが、慈善活動は熱意を持って行っている。女子教育普及を目指す慈善団体の公式のパトロン役を務めた他、貧困に陥った上流階級の女性へ縫製の仕事を斡旋して支援を行った。王妃の支援のもと、ノルウェーに設立された貧困女児への支援団体は、彼女のミドルネームをとって「エウゲニア基金」と名付けられた。彼女の慈善活動は人目を引かない様に行われ、「寄付は多大だったが、ひそやかに行われた」と評された。
国王夫妻が最も好んだ居城は田舎にあるローセシュバーリ宮殿で、しばしば夏の間に家族で過ごした。そこではカール・ヨハンはキノコを栽培し、デジレは鶏をペットにしていたという。それ以外では、ラムローサにある温泉に好んで出かけた。また年齢が上がっても、ファッションとダンスには強い関心を抱いており、老年になってもダンスはかなり巧みだったと言われる。

### 王太后

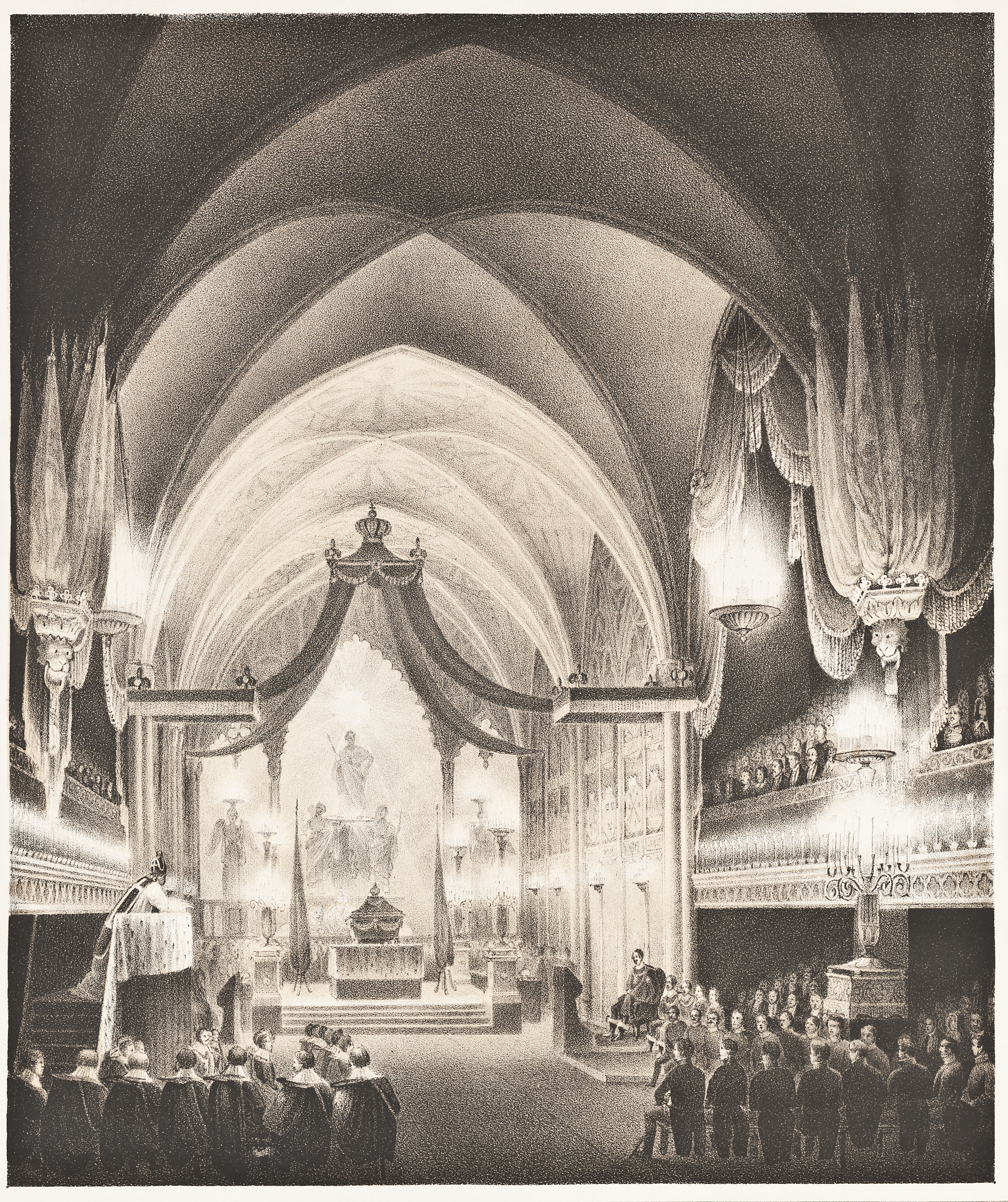
カール14世ヨハンの葬儀(1844)

1844年の3月、カール・ヨハンが発作の末に死去する。夫の死にあたって王太后となったデジレは姉のジュリーに、夫をもっと気遣って仕事から引き離してあげるべきだったと後悔する手紙を送っている。未亡人となった彼女の様子を、あるフランス人外交官は「王族の身分は彼女を変えることはなかった—王室の体面にとっては不運な事だが。彼女はいつもそしてこれからも、自身が王位についていることに驚く普通のブルジョワジーの女性であり続けるだろう」と述べた。また気立ての良い女性だとも付け加えている。
王太后となってからのデジレは、慈善活動や孫息子カール（後のカール15世）の縁組の後押しで表に出てくる他には、もっぱら追憶の日々を過ごした。自身の回顧録をまとめる以外にも、ジャーナリストのトゥシャール＝ラフォスを促して亡き夫の伝記を編纂させた。晩年のデジレと会談したあるフランスからの使節は、彼女とフランスの頃の昔話に花を咲かせた際に、王太后が若い頃のナポレオンからの恋文を取り出して見せてくれたと記録している。また彼が王太后のテーブルに革命戦争時代のカール・ヨハンの上司だったクレベールの肖像画があるのに気づくと、「私たち夫婦は彼の事が大好きだった」と告げられたとの事である。
また晩年になるにつれ、彼女の行動はいっそう奇抜になっていく。前触れもなく人を訪問することを好み、また街の子供達を王宮に連れて行って菓子を与えたりした。市内の人々は、夜中に王太后が乗った馬車が立てる音で目を覚ますこともあったという。1854年、ストックホルム市内にカール・ヨハンの銅像が建立されるが、そこに差し掛かると馬車を止め、「ああ、何て彼は美しいんでしょう」と眺めていたと伝えられる。
1853年、彼女はフランスへの帰国を試み、孫のオスカル（後のオスカル2世）に伴われて、カールスクローナ港から乗船しようとしたが、海を怖がって突如気持ちを変え、ストックホルムに戻った。
1860年12月17日、オペラ劇場を訪れていた際、デジレは突如具合が悪くなり、急遽王宮へ帰還した。王宮の東棟の階段を上っている際に不意に力を失い、近くの椅子に据えられる。その後、夜10時45分に息を引き取った。死の直前に鑑賞していたオペラの名前は『人生は夢の如し』だったという。
翌年1月10日にカトリック式の葬儀が執り行われる。そしてリッダホルム教会にて、夫の棺の側に埋葬された。

## 登場作品
映画
- 『デジレ』（1954年、20世紀フォックス、監督：ヘンリー・コスター）演：ジーン・シモンズ

漫画
- 池田理代子『栄光のナポレオン-エロイカ』1986年 – 1995年、婦人公論

小説
- アンネマリー・セリンコ『デジレ物語』植田敏郎訳 鎌倉書房、1955年（上記映画の原作）

ゲーム
- 『アサシンクリードユニティ』